# Systaria leoi
Espèce
Synonymes
- Scotophaeus leoi Barrion & Litsinger, 1995

Systaria leoi est une espèce d'araignées aranéomorphes de la famille des Miturgidae.

## Distribution
Cette espèce est endémique de Luçon aux Philippines,.

## Description
Le mâle holotype mesure 6,85 mm.

## Étymologie
Cette espèce est nommée en l'honneur de Leo Rimando.

## Publication originale
- Barrion & Litsinger, 1995 : Riceland Spiders of South and Southeast Asia. CAB International, Wallingford, p. 1-700.